# Aya Yoshida

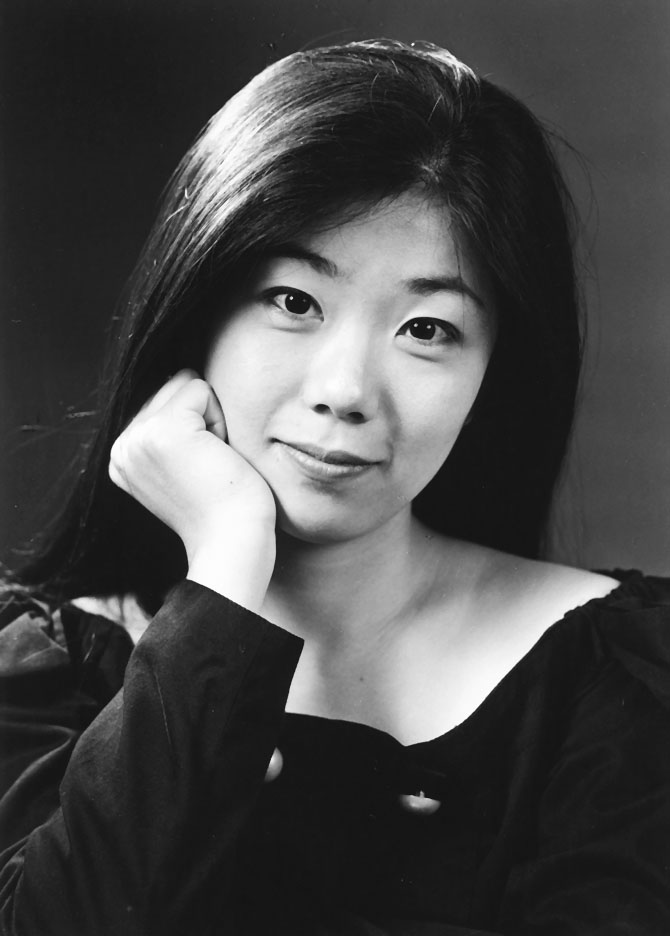
Aya Yoshida

Aya Yoshida (jap. 吉田 文, Yoshida Aya; * 12. September 1971 in Nagoya) ist eine japanische Organistin und Kirchenmusikerin.

## Leben
Aya Yoshida studierte Kirchenmusik und Orgel an der Musikhochschule Köln bei Wolfgang Stockmeier, Clemens Ganz und Pi-hsien Chen. Ihr Studium schloss sie mit dem A-Examen ab und erwarb außerdem die Abschlüsse „Künstlerische Reifeprüfung mit Auszeichnung“ und „Konzertexamen“.
Es folgten orgelkundliche Spezialstudien bei Hermann Josef Busch. Privatstudien und Kurse führten sie zu Gaston Litaize, Nicholas Danby und Almut Rößler.
Von 1995 bis 2006 war sie Kantorin in der katholischen Südstadtgemeinde Maria Hilf–St. Maternus–St. Paul in Köln.
Im Jahr 2006 kehrte Aya Yoshida nach Japan zurück. Neben ihrer umfangreichen Konzerttätigkeit mit Schwerpunkten in Japan und Deutschland hat sie die künstlerische Leitung des von ihr gegründeten Zyklus Orgelherbst in Nagoya inne.
Aya Yoshida ist Professorin für Musik an der Nagoya Women’s University und Dozentin am „Extension College“ der Nanzan-Universität in Nagoya.

## Tonträger
- Weihnachten in der Kölner Südstadt
- Orgelwerke von Komponistinnen
- Streiflichter